# Vlastimil Picek
Vlastimil Picek (ur. 25 października 1956 w Turnovie) – czeski wojskowy i polityk, generał armii, od 2007 do 2010 szef sztabu generalnego Czeskich Sił Zbrojnych, w latach 2013–2014 minister obrony.

## Życiorys
Z wykształcenia inżynier, absolwent Akademii Wojskowej w Brnie. W 1993 ukończył studia podyplomowe na Politechnice Czeskiej w Pradze. W latach 1975–1990 należał do Komunistycznej Partii Czechosłowacji. Od 1975 był zawodowym wojskowym, początkowo w armii Czechosłowacji, następnie w Czeskich Siłach Zbrojnych, służył m.in. w wojskach lotniczych. Od 1993 zajmował kierownicze stanowiska w strukturach wojskowych.
W 2001 został generałem brygady, awansowany na kolejne stopnie generalskie w 2003 i 2006. W 2009 otrzymał nominację na generała armii.
W 2003 został szefem biura wojskowego w administracji prezydenta Václava Klausa. W latach 2007–2012 zajmował stanowisko szefa sztabu generalnego w czeskiej armii, przechodząc następnie w stan spoczynku.
Po zakończeniu służby został we wrześniu 2012 pierwszym wiceministrem obrony w rządzie Petra Nečasa. Zdymisjonowany w grudniu tego samego roku przez nową minister obrony Karolínę Peake, która sama po kilku dniach została odwołana. Jeszcze w grudniu 2012 Vlastimil Picek powrócił na poprzednie stanowisko. W marcu 2013 objął urząd ministra obrony w tym samym gabinecie. Pozostał na tej funkcji również w powołanym w lipcu 2013 technicznym rządzie Jiříego Rusnoka, pełniąc ją do stycznia 2014. W tymże roku wybrany na radnego miasta Brandýs nad Labem-Stará Boleslav, a następnie na burmistrza tej miejscowości.